# Pravilo najjačih
Pravilo najjačih  (енгл. The Slaughter Rule) američka je sportska-drama nezavisne produkcije iz 2002. u kojoj glavne uloge tumače Rajan Gozling i Dejvid Mors. Radnja filma smeštena je u mali grad u Minesoti i prikazuje odnos perspektivnog mladog ragbiste (Gozling) i trenera srednjoškolskog tima (Mors). Film je premijerno prikazan 11. januara 2002. na Filmskom festivalu Sandens gde je bio nominovan za nagradu žirija za najbolji film.

## Uloge
| Glumac        | Uloga            |
| ------------- | ---------------- |
| Rajan Gozling | Roj Čatni        |
| Dejvid Mors   | Gid Ferguson     |
| Kli Duval     | Kajla Sisko      |
| Dejvid Kejl   | Flojd            |
| Edi Spirs     | Trejsi           |
| Keli Linč     | Evandželin Čatni |
| Ejmi Adams    | Dorin            |

## Spoljašnje veze
- The Slaughter Rule na sajtu  (jezik: engleski)